# Jordan Romero
Jordan Romero (ur. 12 lipca 1996) – amerykański alpinista, najmłodszy zdobywca Korony Ziemi. W wieku 13 lat zdobył najwyższy szczyt świata Mount Everest i jest najmłodszym jego zdobywcą. W ekspedycji oprócz Jordana wzięli udział jego ojciec Paul Romero i macocha Karen Lundgren, oraz trzech Szerpów. Oprócz tej góry zdobywał również inne szczyty należące do Korony Ziemi. Uwieńczył to zdobyciem 24 grudnia 2011 Masywu Winsona na Antarktydzie w wieku 15 lat i stał się wówczas najmłodszym zdobywcą całej korony.